# 819 (numero)
Ottocentodiciannove (819) è il numero naturale dopo l'818 e prima dell'820.

## Proprietà matematiche
- È un numero dispari.
- È un numero composto, con 12 divisori: 1, 3, 7, 9, 13, 21, 39, 63, 91, 117, 273, 819. Poiché la somma dei suoi divisori (escluso il numero stesso) è 637 < 819, è un numero difettivo.
- È un numero piramidale quadrato.
- È un numero malvagio, cioè nella sua scrittura in base {\displaystyle 2} compare un numero pari di cifre {\displaystyle 1}.
- È parte delle terne pitagoriche : (208, 819, 845), (308, 819, 875), (315, 756, 819), (408, 819, 915), (540, 819, 981), (780, 819, 1131), (819, 1092, 1365), (819, 1680, 1869), (819, 1900, 2069), (819, 2208, 2355), (819, 2808, 2925), (819, 3640, 3731), (819, 4100, 4181), (819, 5292, 5355), (819, 6820, 6869), (819, 8580, 8619), (819, 12408, 12435), (819, 15960, 15981), (819, 25792, 25805), (819, 37260, 37269), (819, 47908, 47915), (819, 111792, 111795), (819, 335380, 335381).
- È un numero nontotiente (come tutti i dispari, ad eccezione del numero 1).
- È un numero fortunato.
- È un numero palindromo nel sistema numerico binario e nel sistema numerico esadecimale. In quest'ultima base è altresì un numero a cifra ripetuta.

## Astronomia
- 819 Barnardiana è un asteroide della fascia principale del sistema solare.
- NGC 819 è una galassia spirale della costellazione del Triangolo.
- Cosmos 819 (con vettore Voschod) è un satellite artificiale russo.

## Altri ambiti
- Resolution 819 è un film del 2008 diretto da Giacomo Battiato.
- Route nationale 819 è una strada statale (Orne - Eure - Calvados), in Francia.
- La 819th è stata, dal 1956 al 1966, una unità aerospaziale strategica degli Stati Uniti d'America.
- Pennsylvania Route 819 è una autostrada in Pennsylvania, Stati Uniti d'America.
- RS-819 è una autostrada a Rio Grande do Sul, Brasile.
- R819 è una strada di Dublino, Irlanda.